# Akademie Graz

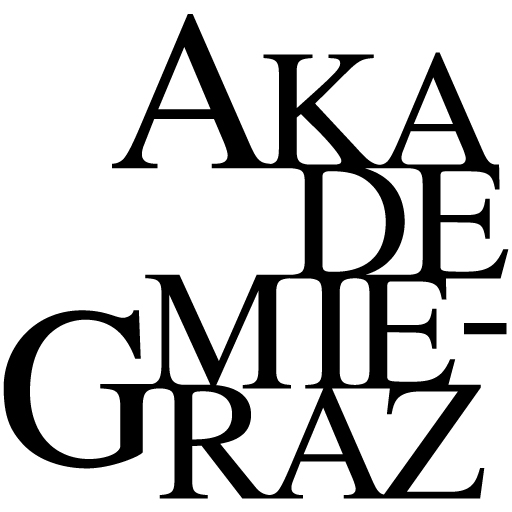

Die Akademie Graz ist ein österreichischer Kultur-Verein mit Sitz in Graz. Gründer war 1987 Emil Breisach. Seit November 2006 leitet Astrid Kury die Akademie.

## Beschreibung
Der Verein zur Pflege von Kultur und Wissenschaft wurde am 12. August 1987 von Emil Breisach gegründet und steht für eine Reihe von kultur- und gesellschaftspolitischen Aktivitäten und Initiativen, die mündige Bürger auffordert, die Verantwortung für unsere Gesellschaft zu tragen und aktiv an deren Gestaltung beizutragen.
Seit 1987 setzt die Akademie Graz Impulse für das kulturelle und gesellschaftspolitische Leben in Graz und in der Steiermark. Der Schwerpunkt liegt in interdisziplinären Recherchen an der Schnittstelle von Kunst und Gesellschaft. Die Akademie Graz fördert und unterstützt v. a. junge Kunstschaffende in der Region bzw. mit Steiermark-Bezug und widmet sich der Vermittlung kultureller Bildung sowie der kritischen Reflexionen gesellschaftspolitischer Themen.
Kunst öffnet Türen, wo sie keiner sieht, so Peter Weibel. Kunst erschließt multiperspektivische Sichtweisen und öffnet Möglichkeitsräume. Diese Qualität von Kunst ist das tragende Element dieser Vermittlungsarbeit zu aktuellen gesellschaftspolitischen Fragen. Es werden in interdisziplinären Kulturprogramme in variierender Zusammenarbeit entwickelt, z. B. mit Universitäten, Museen, Theatern, Kunst- und Sozialvereinen sowie fachspezifischen Initiativen und Interessensorganisationen. Die Akademie Graz ist damit kaleidoskopisch an verschiedenen Orten in Graz und Steiermark präsent. Seit 2017 hat die Akademie in der Neutorgasse auch einen eigenen Raum zur Erforschung kooperativer Prozesse in Kunst und Gesellschaft.
Die aktuellen Themenschwerpunkte der Akademie Graz:
Kunst und Bildung / Kunst und Gesellschaft
Kulturelle Bildung, Kunstvermittlung
Minderheitenpolitik – Roma in Europa
Inklusion – Kunst und Aktivismus im Kontext von Behinderung
Sprachenvielfalt in der Steiermark
Armut und soziale Gerechtigkeit

## Aktivitäten
Beispiele für die Aktivitäten des Vereins sind neben der Ausschreibung des Literaturpreises die Durchführung von künstlerischen Workshops, Ausstellungen und Kunstprojekte sowie 1998 die Mitbegründung des Sommerfestivals La Strada, die Ausstellung Meisterwerke der steirischen Moderne 2003 und das 2005 eröffnete LandArt-Projekt im Schlosspark und in der Au-Landschaft in Gleinstätten.
Mit einer spontan organisierten Ausstellung thematisierte die Akademie Graz 2011 das steirische Bettelverbot und konnte dafür 21 Künstler motivieren, Arbeiten mit Bezug zum Thema Betteln und Bettelverbot herzustellen und in die Ausstellung einzubringen, worüber österreichweit berichtet wurde.